# 天囷增十五
天囷增十五，即金牛座10（10 Tauri），是一颗位于金牛座的恒星，它距离地球约45光年，视星等为+4.28。
天囷增十五是质量和亮度比太阳稍大，年龄和太阳差不多或稍老。光谱分型显示它介于矮星和次巨星之间，因此它可能是充分进化的恒星，已经接近主序星阶段的末期。天囷增十五可能是一颗分光双星，但现在没有被确认。从望远镜上观测这颗恒星时，可以看到一个在同一视线中的伴星。
通过IRAS/ISO的红外辐射探测，已经确定在天囷增十五周围有一个岩质圆盘。